# Sarî, Hadeaci
Sarî (în ucraineană Сари) este localitatea de reședință a comunei Sarî din raionul Hadeaci, regiunea Poltava, Ucraina.

## Demografie
Componența lingvistică a localității Sarî
     Ucraineană (98,69%)
     Alte limbi (1,26%)
Conform recensământului din 2001, majoritatea populației localității Sarî era vorbitoare de ucraineană (98,69%), existând în minoritate și vorbitori de alte limbi.